# Cảm nhiễm qua lại

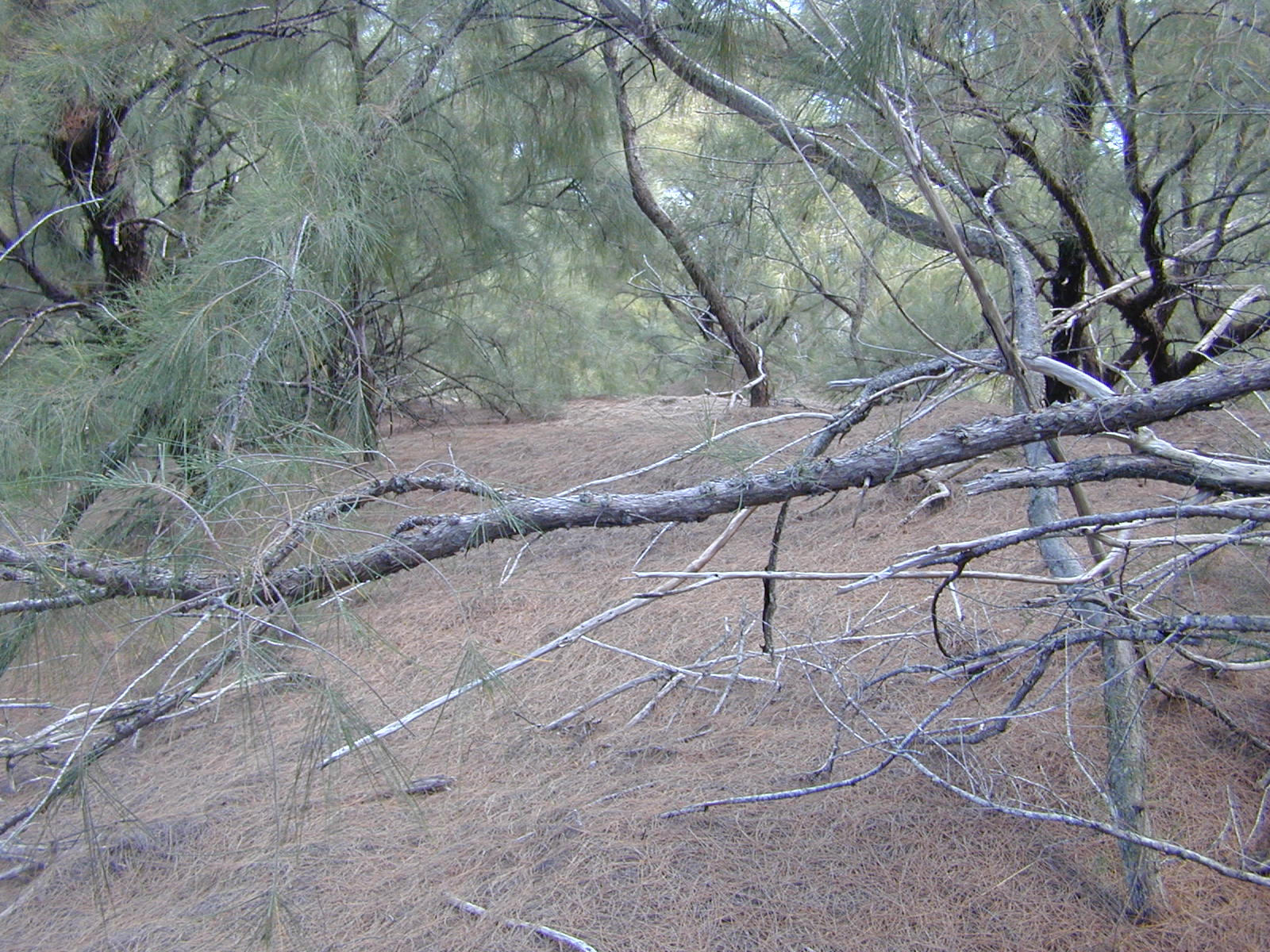
Xác lá cây phi lao (Casuarina equisetifolia) ngăn chặn hoàn toàn sự nảy mầm của các loài cây tầng thấp nhất như ở đây, dù có sự thông thoáng tương đối của tán cây và lượng mưa dồi dào (> 120 cm/năm) tại khu vực.

Cảm nhiễm qua lại là một hiện tượng sinh học trong đó một sinh vật sản xuất một hoặc nhiều chất sinh hóa có ảnh hưởng đến sự nảy mầm, phát triển, tồn tại và sinh sản của các sinh vật khác. Những chất sinh hóa này được gọi là hóa chất cảm nhiễm và có thể có lợi (cảm nhiễm qua lại tích cực) hoặc ảnh hưởng có hại (cảm nhiễm qua lại tiêu cực) đến các sinh vật và cộng đồng  mục tiêu. Các hóa chất cảm nhiễm qua lại là một tập hợp con của các chất chuyển hóa thứ cấp, không là bắt buộc cho quá trình chuyển hóa (nghĩa là tăng trưởng, phát triển và sinh sản) của sinh vật cảm nhiễm. Các hóa chất cảm nhiễm với các hiệu ứng cảm nhiễm qua lại tiêu cực là một phần quan trọng trong bảo vệ cây trồng chống lại sinh vật ăn cỏ.
Việc sản xuất các hóa chất cảm nhiễm bị ảnh hưởng bởi các yếu tố sinh học như các chất dinh dưỡng có sẵn, và các yếu tố vô sinh như nhiệt độ và độ pH.
Cảm nhiễm qua lại là đặc trưng của một số thực vật, tảo, vi khuẩn, san hô và nấm nhất định. Tương tác cảm nhiễm qua lại là một yếu tố quan trọng trong việc xác định phân bố các loài và sự phong phú trong các cộng đồng thực vật và cũng được coi là quan trọng trong sự thành công của nhiều loài thực vật xâm lấn. Đối với ví dụ cụ thể, xem Empetrum nigrum hermaphroditum, xa cúc đốm (Centaurea maculosa), mù tạt tỏi (Alliaria petiolata), Casuarina/Allocasuarina spp. và củ gấu (Cyperus rotundus).
Trong quá trình mà một cây nhận được nhiều hơn các nguồn lực sẵn có (như các chất dinh dưỡng, nước hoặc ánh sáng) từ môi trường mà không có bất kỳ phản ứng hóa học đối với các cây xung quanh được gọi là cạnh tranh nguồn tài nguyên. Quá trình này không phải là cảm nhiễm qua lại tiêu cực, mặc dù cả hai quá trình có thể hoạt động cùng nhau để nâng cao tỷ lệ sống của các loài thực vật.